# Myriophyllum farwellii
Myriophyllum farwellii là một loài thực vật có hoa trong họ Haloragaceae. Loài này được Morong miêu tả khoa học đầu tiên năm 1891.